# Taddeo Lwanga
Taddeo Lwanga (ur. 21 maja 1994 w Kampali) – ugandyjski piłkarz grający na pozycji defensywnego pomocnika. Od 2022 jest zawodnikiem klubu AS Arta/Solar7.

## Kariera klubowa
Swoją karierę piłkarską Lwanga rozpoczął w klubie Ndejje University FC, w którym zadebiutował w 2013 roku. W 2014 roku przeszedł do Express FC, a w 2015 do Villa SC. W sezonie 2016/2017 został z nim wicemistrzem Ugandy. W latach 2017-2019 grał w Vipers SC, z którym w sezonie 2017/2018 wywalczył mistrzostwo, a w sezonie 2018/2019 - wicemistrzostwo Ugandy. W sezonie 2019/2020 był piłkarzem egipskiego klubu Tanta SC. W latach 2020-2022 występował w tanzańskim Simba SC. W sezonie 2020/2021 sięgnął z nim po dublet - mistrzostwo i Puchar Tanzanii, a w sezonie 2021/2022 został wicemistrzem tego kraju. W 2022 przeszedł do dżibutyjskiego AS Arta/Solar7.

## Kariera reprezentacyjna
W reprezentacji Ugandy Lwanga zadebiutował 4 grudnia 2017 roku w zremisowanym 0:0 meczu CECAFA Cup 2017 z Burundi, rozegranym w Kakamedze. W 2019 roku został powołany do kadry do na Puchar Narodów Afryki 2019. Wystąpił w nim w dwóch meczach grupowych: z Zimbabwe (1:1) i z Egiptem (0:2).